# NGC 3289
NGC 3289 ist eine linsenförmige Galaxie vom Hubble-Typ SB0-aim Sternbild Luftpumpe am Südsternhimmel. Sie ist schätzungsweise 114 Millionen Lichtjahre von der Milchstraße entfernt.
Das Objekt wurde am 20. April 1835 vom britischen Astronomen John Herschel entdeckt.